# Auguste Van Assche
Auguste Van Assche (Gent, 26 juli 1826 - Gent,  24 februari 1907) was een Gentse architect en publicist. Benevens de constructie van enkele kerkgebouwen en een aantal burgerlijke bouwwerken, was hij in hoofdzaak actief als restaurator van oude monumenten.

## Biografie
Auguste van Assche volgde zijn opleiding Bouwkunde aan de Gentse Academie voor Schone Kunsten waar de architecten Lodewijk Roelandt (1786-1864) en Adolphe Pauli (1820-1895) hem onderricht gaven.
In 1859 verhuisde Jean-Baptiste de Bethune (1821-1894) van Brugge naar Gent. Deze was een voorstander van de neogotiek in de bouwkunst. Door de intersifiëring van het contact tussen Van Assche en de Bethune ontstond er een vriendschap, hetgeen resulteerde in een intermitterende praktische samenwerking. Onder de Bethune's invloed versterkte Van Assche's interesse voor de neogotiek en voor de restauratie van middeleeuwse monumenten. Dit leidde ertoe dat Auguste Van Assche zich specialiseerde in de kerkelijke bouwkunst (hoofdzakelijk gotisch en neogotisch) die mettertijd zijn ganse loopbaan ging domineren. In zijn atelier ontving Stephane Mortier (1857-1934) een opleiding tot beeldhouwer.
Op het einde van de 19-de eeuw woonde Auguste Van Assche aan de Hertogstraat nummer 13, nabij het Gentse stadscentrum. Hij werd begraven op de Westerbegraafplaats van zijn woonplaats.

## Functies
- Omstreeks 1865: docent aan de Sint-Lucasschool te Gent, die de katholieke tegenhanger was van de Gentse Academie voor Schone Kunsten.
- Vanaf 1895 was hij werkend lid van de Koninklijke Commissie voor Monumenten en Landschappen.
- Van 16 oktober 1892 tot 1 oktober 1893 was hij voorzitter van de Koninklijke Vereniging der Bouwmeesters van Oost-Vlaanderen.
- In het laatste decennium van de 19-de eeuw was hij lid der Commissie van het Museum van Oudheden.

## Werken(Selectie)

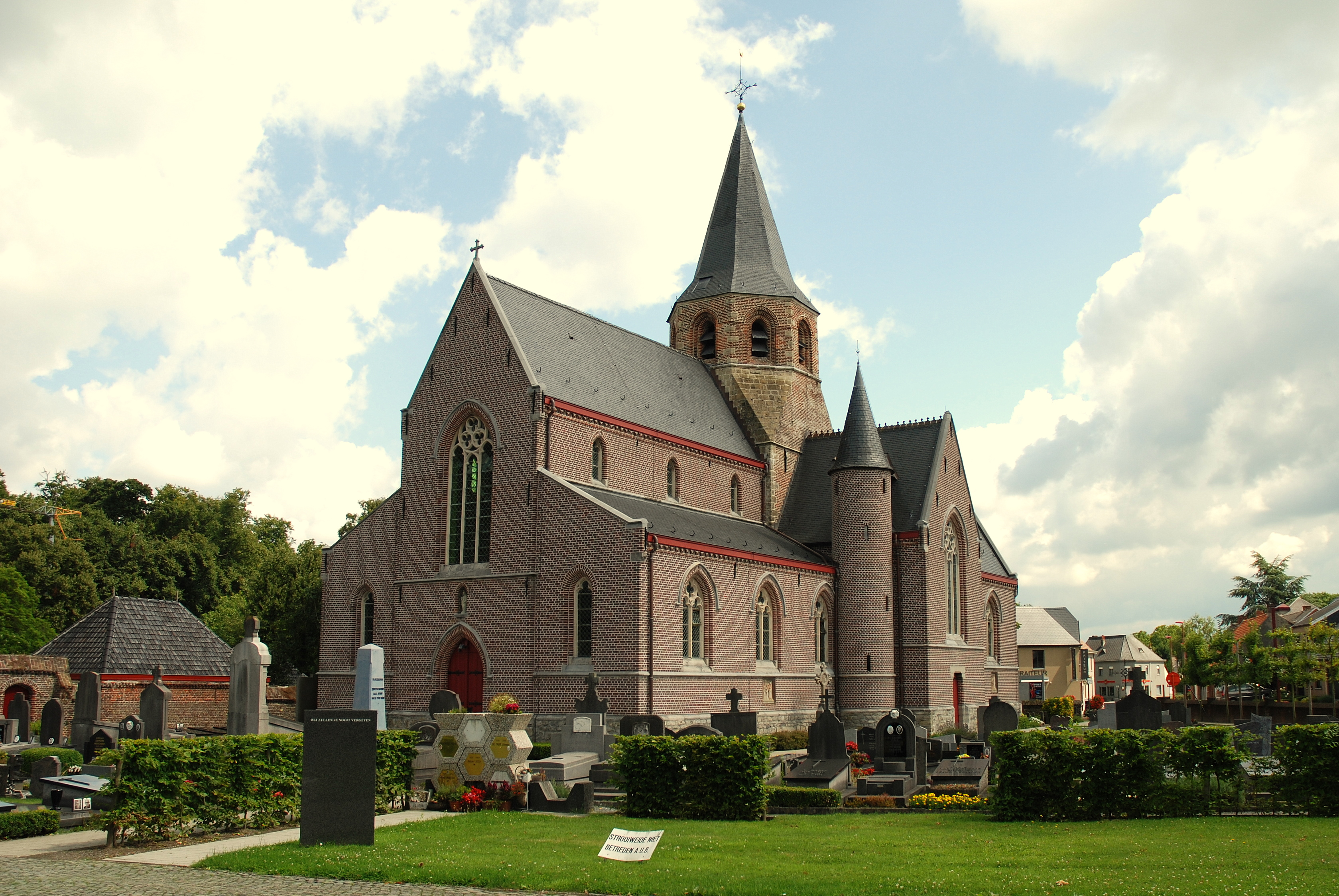
St-Martinuskerk te Schelderode

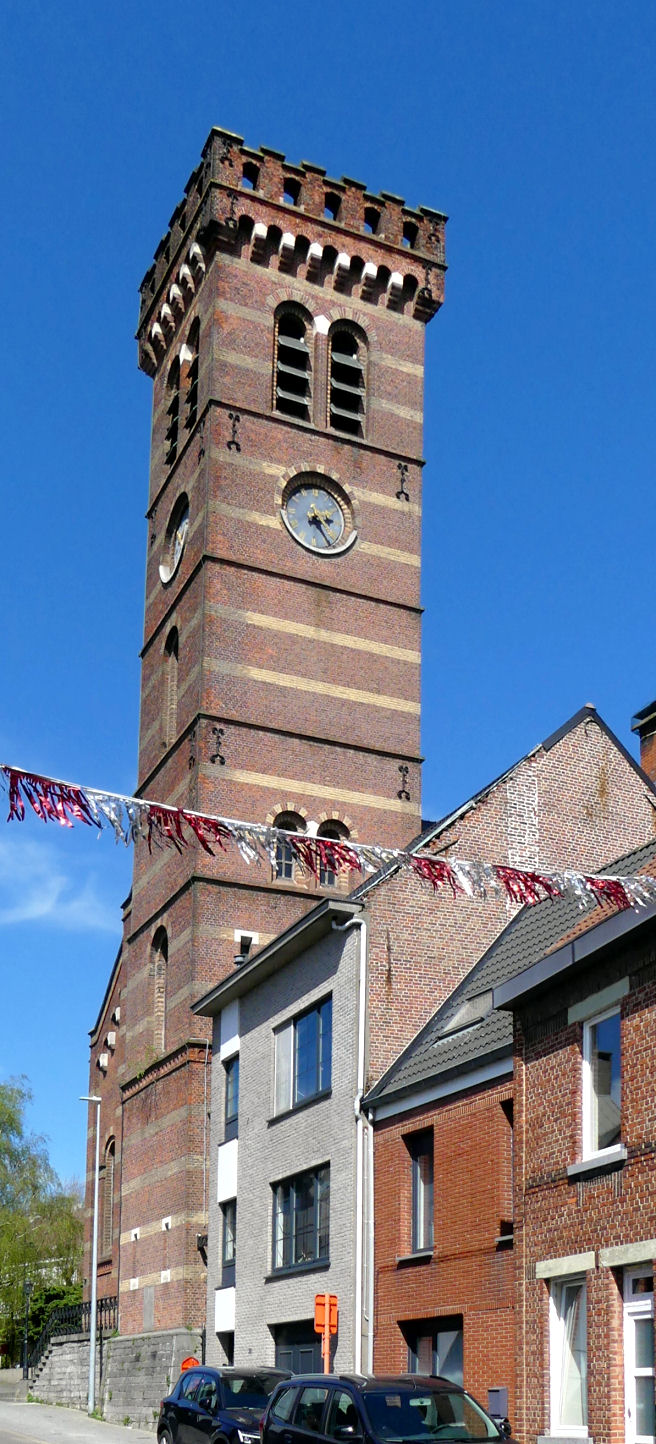
Steendorp, Sint-Jan Baptistkerk.

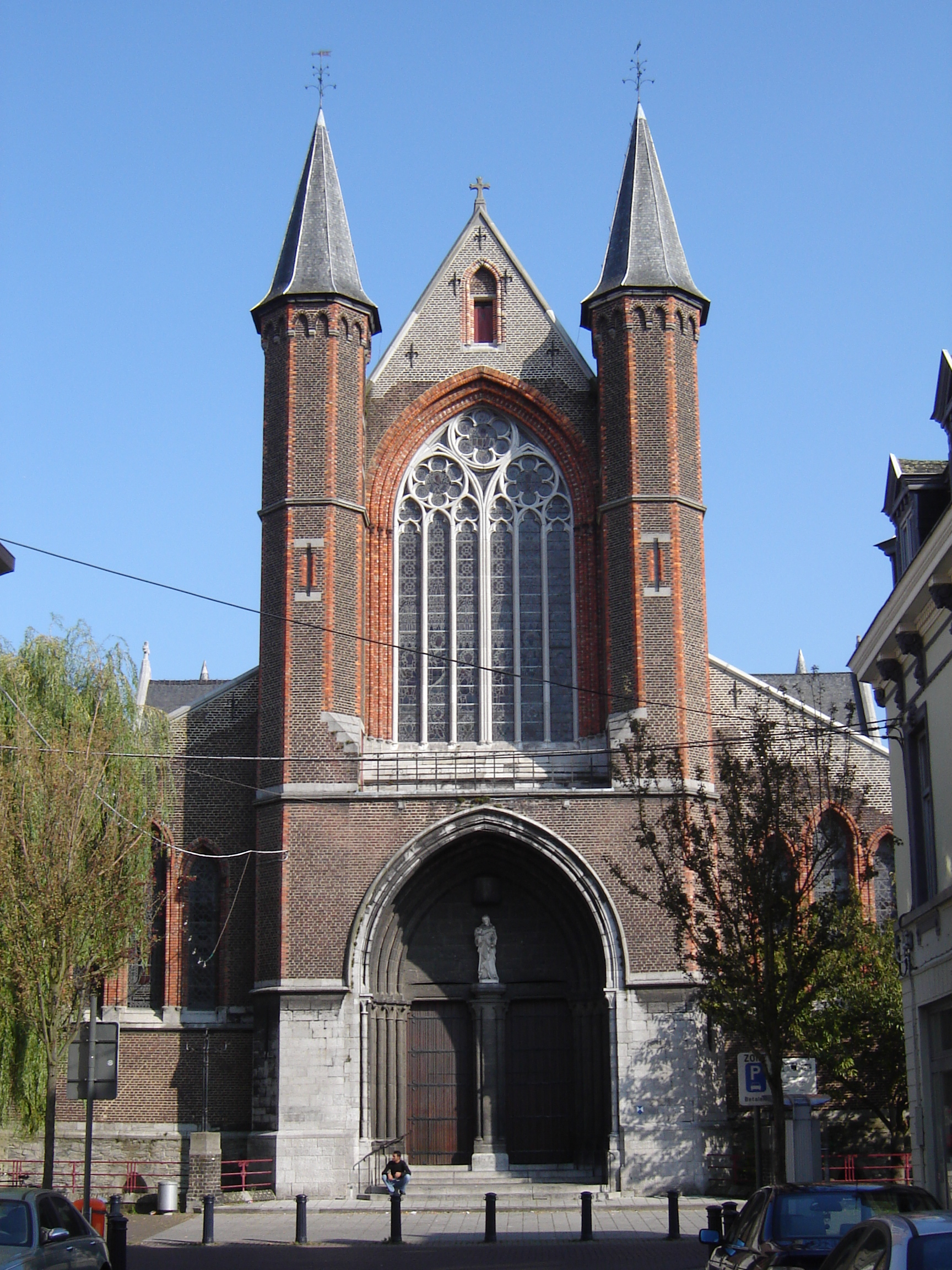
Sint-Jozefskerk te Gent

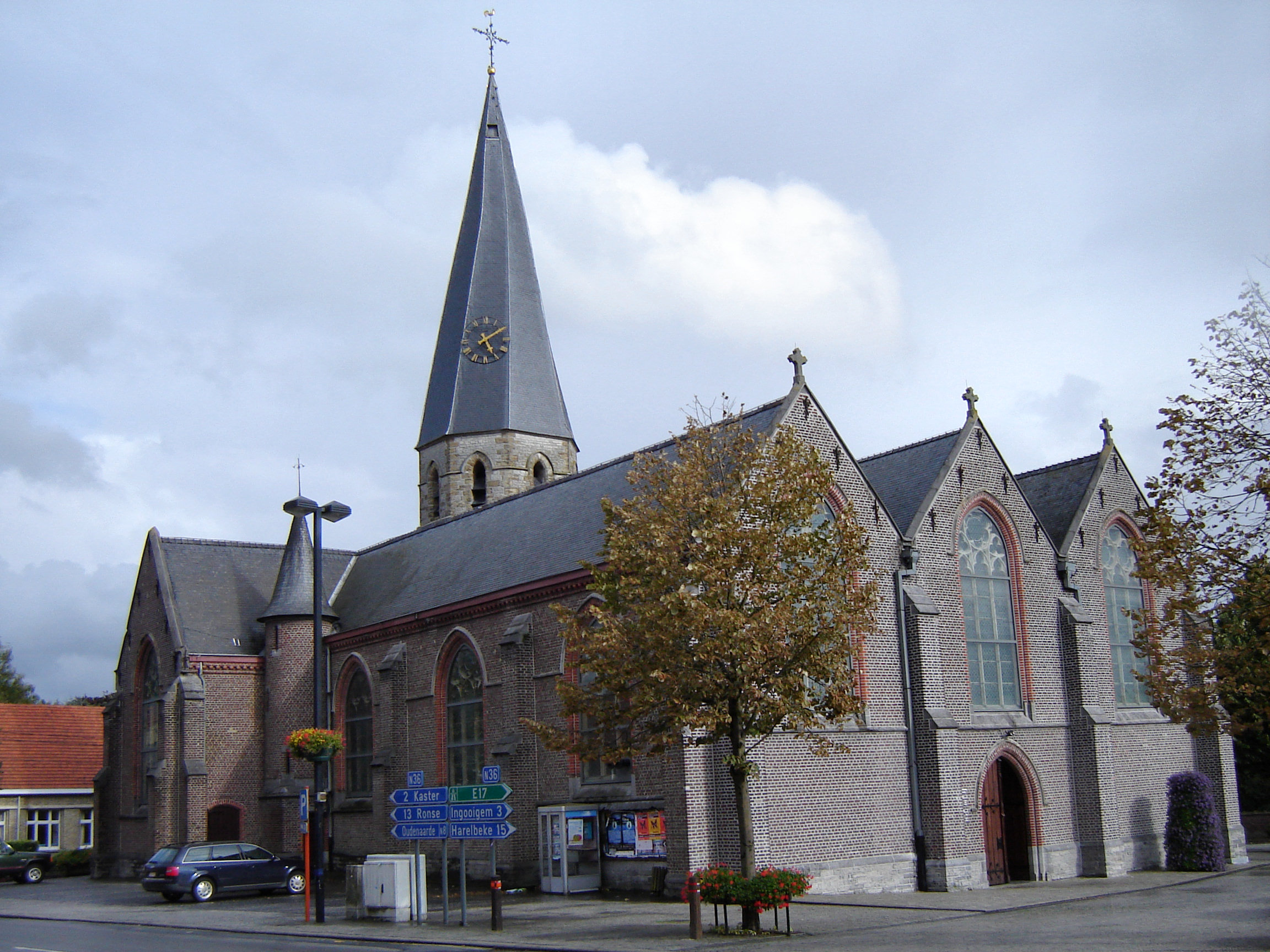
Sint-Arnolduskerk te Tiegem

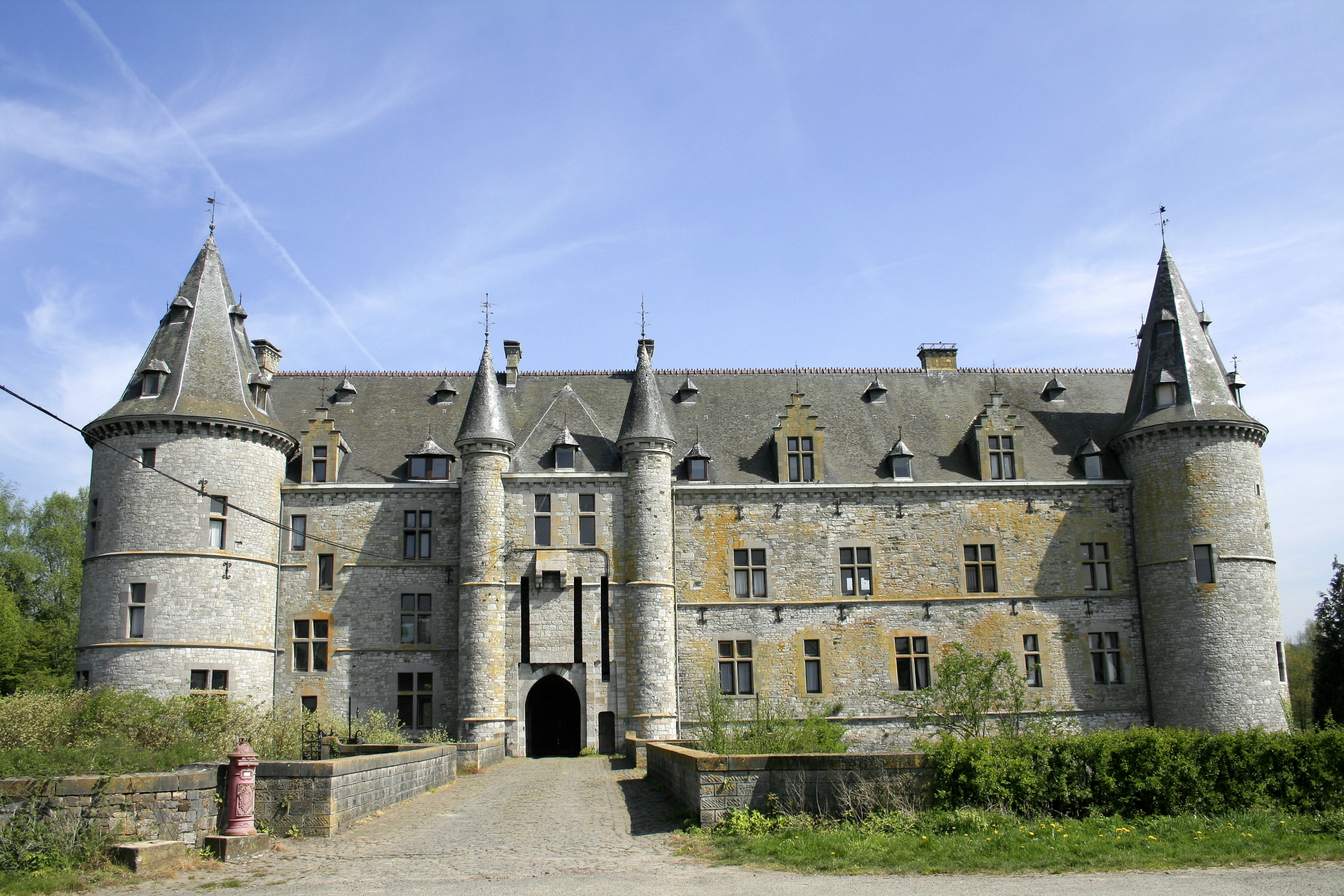
Kasteel van Fallais

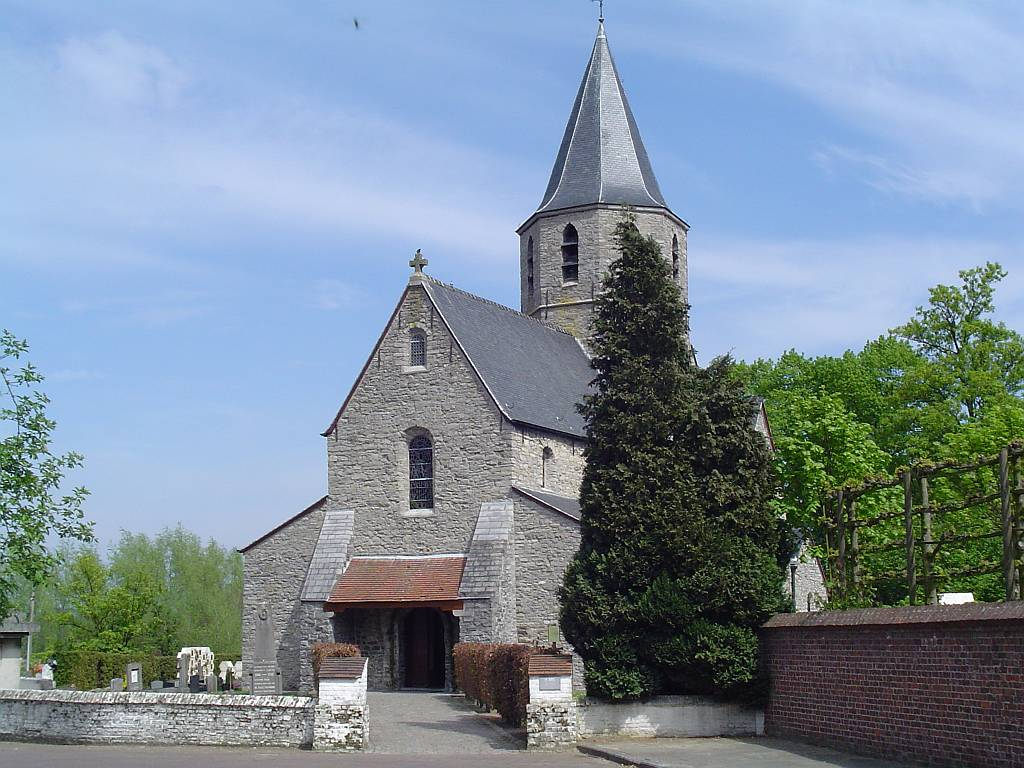
Sint-Jan-Baptistkerk te Afsnee

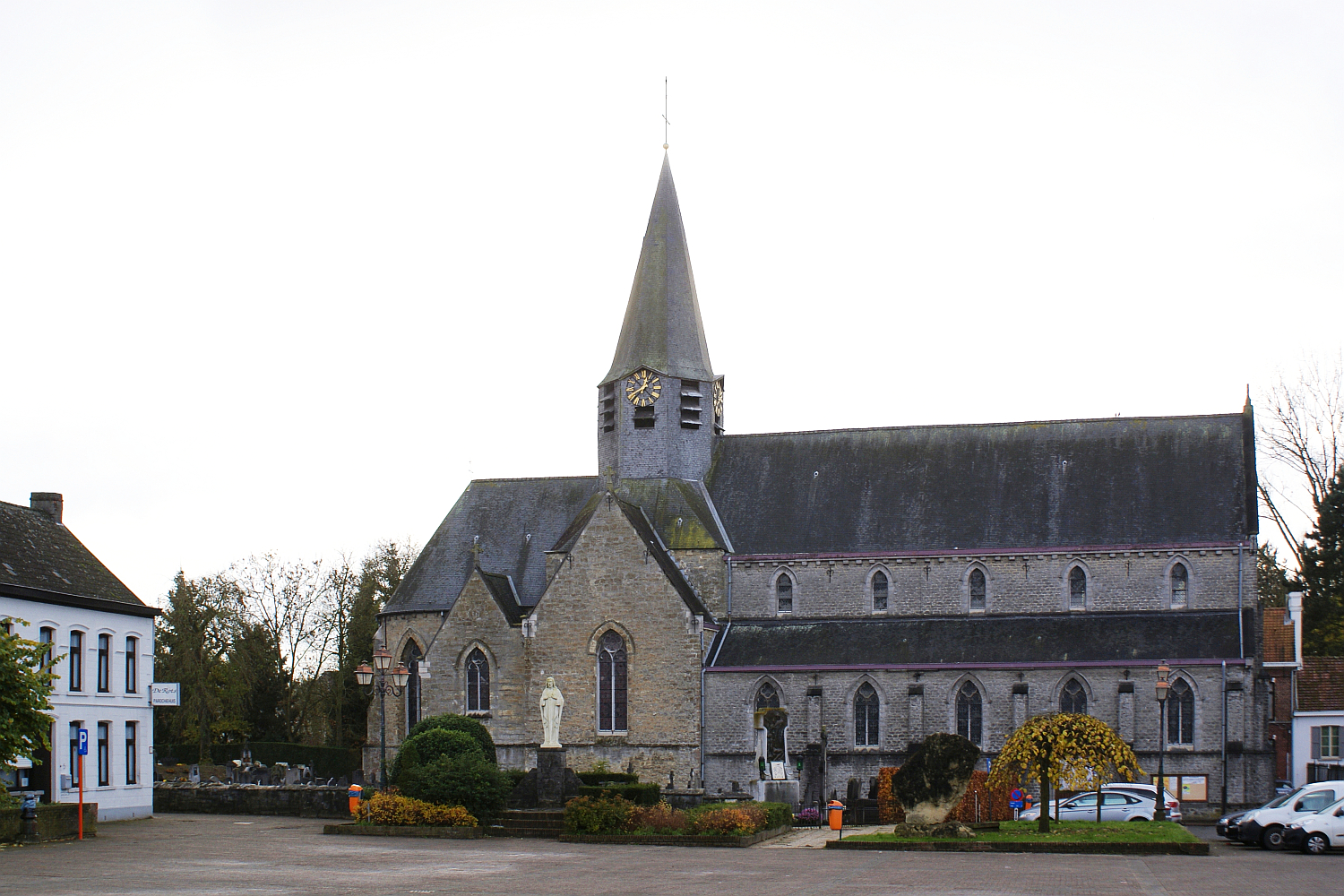
Middeleeuwse Sint-Christoffelkerk te Scheldewindeke, in 1877 vergroot door architect Auguste Van Assche.

- 1861: Restauratie van de Sint-Leonarduskerk te Zoutleeuw, in gotische stijl
- 1862 → 1906: Herstelling van de Decanale Onze-Lieve-Vrouwekerk in Deinze
- 1865 → 1868: Verbouwing en uitbreiding van voormalige jeneverstokerij tot kostschool 'Pensionaat St-Henri', later 'Sint-Hendrikscollege' en tegenwoordig Leiepoort campus Sint-Hendrik in Deinze
- 1866 → 1869: Bouw van een klooster en kloosterkapel in neogotische stijl te Wetteren (Kwatrechtsteenweg 168) (thans M.P.I. Sint-Lodewijkinstituut)
- 1867 → 1871: Vergroting en restauratie van de Sint-Martinuskerk te Welden (romaanse, gotische en neoromaanse stijl)
- 1868: Verhoging van de toren en plaatsing van een torenspits, op de kerk van 'Onze-Lieve-Vrouw, Sint-Petrus en Sint-Paulus' te Waasmunster
- 1869 → 1872: Vergroting en restauratie van de Sint-Salvatorkerk te Wieze (Lebbeke)
- 1870 → 1872: Neogotisch gebouw, vooreerst Stadstekenschool, thans stadsbibliotheek, te Deinze, Emiel Clausplein 4
- 1870 → 1874: Vergroting van de kerk 'Onze-Lieve-Vrouw Geboorte' te Bellem (Aalter)
- 1870 → 1906: Restauratie (neogotisch) van de Sint-Jacobskerk te Gent
- 1871: Vergroting in neogotische stijl, van de Sint-Martinuskerk te Loppem (Zedelgem)
- 1871 → 1872: Vergroting van de Heilig Kruiskerk te Lotenhulle (Aalter)
- 1872 → 1874: Ontwerp voor de bouw van Sint-Regina's Godshuis te Drongen (Gent) (Kloosterstraat 6)
- 1872 → 1879: Restauratie der kapel van het Ponthoz-kasteel te Clavier
- 1873: Neogotische kapel van het klooster der Zwartzusters te Gent, Houtbriel 15-21, Kalvermarkt 1
- 1873 → 1905: Restauratie van de gotische Sint-Gilliskerk te Brugge (Baliestraat)
- 1874: Restauratie van de Sint-Niklaas- en Sint-Pieterskerk in  Rijn-Maasromaansestijl te Sint-Truiden (Naamsesteenweg 150)
- 1874 → 1903: Restauratie van de Collegiale kerk Onze-Lieve-Vrouw van Dinant
- 1875: Vergroting en herstelling van de Sint-Amanduskerk aan het Sint-Antoniusplein te Moortsele (Oosterzele)
- 1875: Restauratie van koor en kruisbeuk der kerk 'Onze-Lieve-Vrouw ten Hemelopneming' aan het Sint-Hubertusplein te Sint-Maria-Oudenhove (Zottegem)
- 1877: Vergroting en restauratie van de Sint-Christoffelkerk (gotische en neogotische stijl) te Scheldewindeke (Oosterzele)
- 1877: Vergroting in neogotische stijl, van de Sint-Martinuskerk te Schelderode (Merelbeke)
- 1877 → 1880: Bouw van de kerk van Onze-Lieve-Vrouw en Sint-Jan-Baptist (neogotiek) te Bachte-Maria-Leerne (Deinze)
- 1877 → 1904: Restauratie van interieur en exterieur, van de Onze-Lieve-Vrouw van Pamele-kerk te Oudenaarde
- 1878 → 1879: Vergroting van het 'Huis Dujardin' en bouw van een aansluitende neogotische kloosterkapel aan de Garenmarkt 10 te Brugge
- 1880: Restauratie van de Sint-Eucheriuskapel te Brustem (Sint-Truiden) (Kapelhof)
- 1880 → 1883: Bouw van de neogotische Sint-Jozefskerk te Gent (Wondelgemstraat)
- 1880 → 1885: Vergroting van de Sint-Amanduskerk (gotiek en barok) te Opdorp (Buggenhout)
- 1880 → 1896: Restauratie van de Sint-Bartholomeuskerk (neogotische stijl) te Geraardsbergen
- 1881 → 1882: Vergroting en restauratie van de Sint-Radegundiskerk te Merendree (Nevele)
- 1881 → 1882: Restauratie en verbouwing van het kasteel van Fallais (Braives)
- 1882: Bouw van de neogotische Sint-Rumolduskapel aan de Groenplaats te Montenaken (Gingelom)
- 1882 → 1883: Bouw van de Sint-Catharina van Sienakerk (Neogotische Dominikanenkerk) te Oostende, Christinastraat 95, Aartshertoginnestraat 16A
- 1882 → 1892: Restauratie van de Sint-Remacluskerk te Marche-en-Famenne
- 1882 → 1909[1]: Restauratie van de Sint-Petruskerk te Hastière
- 1883: Pastorij in neotraditionele stijl voor de Sint-Mauruskerk te Elsegem (Wortegem-Petegem)
- 1883: Ontwerp voor verbouwing van de Onze-Lieve-Vrouw- en Sint-Rochuskerk te Wortegem (Wortegem-Petegem)
- 1885: Vergroting en wederopbouw (neogotiek) van de Sint-Pietersbandenkerk te Semmerzake (Gavere)
- 1885: Restauratie en verbouwing van de Sint-Christoffelkerk te Luik
- 1885 → 1900: Restauratie en verbouwing van de Sint-Gilliskerk te Luik
- 1886: Bouw van een neobarokke kapel ten behoeve van het voormalige Wilhelmietenklooster (thans: 'Sint-Maarten'-bovenschool) te Beveren (Kallobaan 1)
- 1887 → 1892: Restauratie en vergroting van de kerk Onze-Lieve-Vrouw Geboorte te Mariakerke (Gent)
- 1888 → 1890: Ontwerp van de Sint-Coletakerk te Gent
- 1889: Gedeeltelijke wederopbouw en restauratie in romaanse en neoromaanse stijl, van de Sint-Petrus- en Sint-Urbanuskerk te Huise (Zingem)
- 1889: Vergroting in neoromaanse stijl, van de Sint-Jan Evangelist-kerk te Steendorp (Temse) (Gelaagstraat 32)
- 1889: Bouw van de toren der Basiliek van O.-L.-Vrouw Onbevlekt Ontvangen te Dadizele (Moorsele)
- 1889-1890: Bouw van Kasteel Gasterbos in Schulen
- 1890 → 1912[1]: Restauratie van de Onze-Lieve-Vrouw Bezoeking-kerk te Lissewege (Brugge)
- ~1890: Restauratie en verbouwing van het kasteel van Leignon
- 1891: Vergroting van de Sint-Arnolduskerk (gotiek en neogotiek) te Tiegem (Anzegem)
- 1891: Vergroting van de pastorij (Sasbaan 2) te Wieze (Lebbeke)
- 1891 → 1893: Restauratie van de Onze-Lieve-Vrouw Hemelvaartkerk (gotiek en neogotiek) te Watervliet (Sint-Laureins) (Stee)
- 1891 → 1896: Restauratie van - en toevoeging van een traptoren aan het 'Schepenhuis der Nederlanden' te Aalst (Grote Markt)
- 1892 → 1894: Verbouwing en vergroting in neogotische stijl, van de Sint-Niklaas- en Sint-Katharinakerk te Pervijze (Diksmuide)
- 1898 → 1899: Vergroting van de Sint-Martinuskerk te Sint-Martens-Latem
- 1900 → 1901: Verbouwing en vergroting van de kerk 'Onze-Lieve-Vrouw Geboorte en Sint-Eligius' te Waarmaarde (Avelgem) (Onze-Lieve-Vrouwstraat)
- 1901 → 1902: Bouw van de neogotische Kapucijnenkerk, grenzend aan het Zwartzusterklooster te Dendermonde (Vlasmarkt)
- 1901 → 1902: Bouw van de neogotische Sint-Pieter en Paulusbasiliek (abdijkerk) te Dendermonde (Vlasmarkt 23)
- 1901 → 1904: Verbouwing in neogotische stijl, van de Sint-Walburgakerk te Veurne
- 1903: Restauratie van het Stapelhuis 'Spijker' in romaanse stijl, te Gent (Graslei 10)
- 1905 → 1906: Restauratie van de Sint-Jan-Baptistkerk in romaanse stijl, te Afsnee (Gent)
- Bouw van de benediktijnerabdij van Maredret (Anhée)
- Restauratie en verbouwing van het kasteel van Spontin, in samenwerking met Jean-Baptiste de Bethune
- Restauratie van de Sint-Jacobskerk te Luik
- Restauratie en verbouwing van het kasteel van Tillegem, in samenwerking met Jean-Baptiste de Bethune
- Restauratie en verbouwing van de Sint-Pauluskathedraal te Luik, in samenwerking met Jean-Charles Delsaux
- Vergroting van de Notre-Dame-kerk te Thuin

- RKD-Nederlands Instituut voor Kunstgeschiedenis: 492156
- Union List of Artist Names: 500327421
- Virtual International Authority File: 309813240